# Chiesa di Santa Maria Assunta (Lecco, Chiuso)
La chiesa di Santa Maria Assunta è la parrocchiale di Chiuso, frazione di Lecco, in provincia di Lecco e arcidiocesi di Milano; fa parte del decanato di Lecco.

## Storia
Mentre il comune di Chiuso faceva parte politicamente della pieve di Lecco, la locale parrocchia fu eretta nel 1582 nella pieve di Olginate, rivisitazione moderna della pieve di Garlate; ciò impedì nella stessa pieve omonimia con la chiesa di Rancio.
Solo con la creazione della grande Lecco a opera del fascismo, la parrocchia cambiò affiliazione e oggi è parte del Vicariato di Lecco.